# In Case You Didn't Know
In Case You Didn't Know è il secondo album del cantautore britannico Olly Murs, pubblicato il 25 novembre 2011 dalle etichette discografiche Epic e Syco.
Il disco è stato anticipato dall'uscita, nel luglio del 2011, del singolo Heart Skips a Beat, scritto da Alex Smith, Samuel Preston, Jim Eliot, Jordan Stephens e Harley Alexander-Sule e interpretato in duetto con Rizzle Kicks. Il brano ha ottenuto un buon riscontro da parte del pubblico. Una settimana prima dell'uscita dell'album è stato poi diffuso come singolo il brano Dance with Me Tonight, che ha raggiunto la vetta della classifica britannica.
Anche l'album ha ottenuto un ottimo successo commerciale, raggiungendo la prima posizione della classifica degli album più venduti in Regno Unito.

## Antefatti e successo musicale

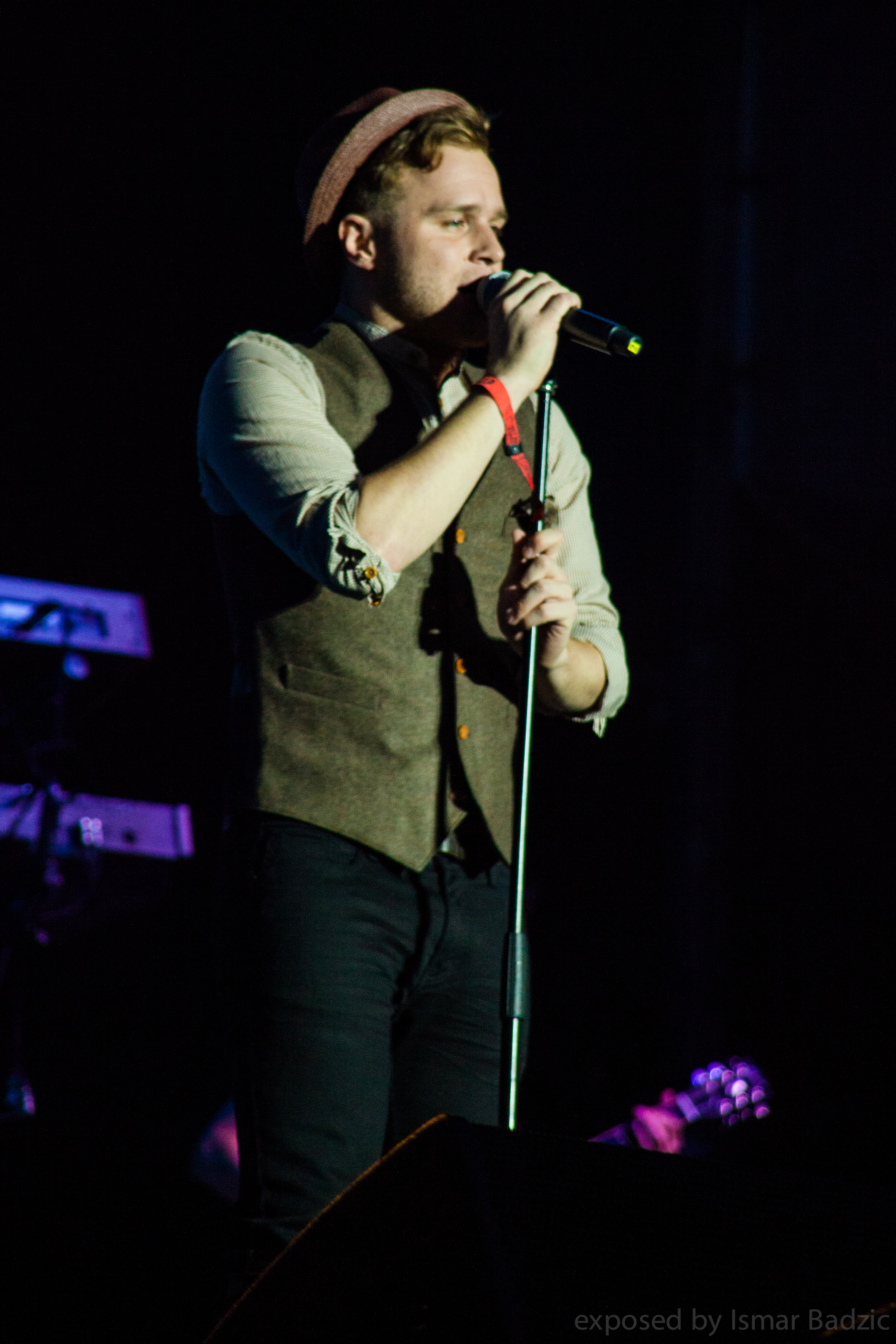
Olly Murs nel 2012

Nel 2011 a giugno Murs iniziò a lavorare al suo secondo album in studio ed ha affermato che avrebbe "preso l'album con un approccio diverso", inoltre ha detto che avrebbe voluto registrare una traccia rap, affermando: "Non sono un cattivo rapper, mi piace molto fare un po' di beat boxe, Eminem è il mio preferito, o forse Vanilla Ice, Ice Ice Baby è un classico". Murs a luglio 2011 ha confermato che il brano principale dell'album sarebbe stato Heart Skips a Beat, duetto con la coppia Brithop Rap Rizzle Kicks, Murs descrisse il singolo come "parallelo" al resto dell'album, definendolo come una "canzone per le feste estiva". Il singolo è stato presentato in anteprima al The Chris Moyles Show il 7 luglio 2011 e da allora è stata ben accolta dai fan. Il video musicale è stato pubblicato il 15 luglio 2011 sul suo canale YouTube ufficiale. Murs ha detto che la canzone è una delle sue preferite del nuovo album, affermando, "sto amando il ritmo di questo brano al momento, sta andando davvero molto bene". Heart Skips a Beat ha raggiunto la posizione numero uno della UK Singles Chart. Successivamente ha raggiunto la posizione numero uno in Germania e Svizzera, raggiungendo anche la top ten in numerosi paesi in Europa. Murs nel settembre 2011, ha annunciato via Twitter che il suo secondo album si sarebbe intitolato In Case You Didn't Know, il titolo è stato tratto da un brano con lo stesso nome che compare nell'album. Il 14 ottobre 2011, Murs ha pubblicato l'audio di Dance with Me Tonight, il secondo singolo dell'album, tramite il suo canale YouTube. La traccia è stata pubblicata il 21 novembre 2011, raggiungendo nuovamente la posizione numero 1 della UK Albums. L'album, In Case You Did Know è stato pubblicato una settimana dopo, il 28 novembre 2011 ed ha raggiunto il primo posto nella UK Singles Chart, il secondo posto nella Irish Charts e la top ten in Germania, Svizzera e Polonia.

## Tracce
1. Heart Skips a Beat (feat. Rizzle Kicks) – 3:26 (Alex Smith, Samuel Preston, Jim Eliot, Jordan Stephens, Harley Alexander-Sule)
2. Oh My Godness – 3:05 (Adam Argyle, Martin Brammer, Olly Murs)
3. Dance with Me Tonight – 3:23 (Olly Murs, Claude Kelly, Steve Robson)
4. I've Tried Everything – 3:25 (Adam Argyle, Martin Brammer, Olly Murs)
5. This Song Is About You – 3:46 (Olly Murs, Claude Kelly, Steve Robson)
6. In Case You Didn't Know – 3:26 (Olly Murs, Claude Kelly, Steve Robson)
7. Tell the World – 3:47 (Andrew Frampton, Patrick Jordan-Patrikios, Abeeku "Bakyu" Ribeiro, Olly Murs)
8. I'm OK – 3:46 (Olly Murs, Claude Kelly, Wayne Hector)
9. Just Smile – 3:45 (Olly Murs, Karen Poole, Matt Prime)
10. On My Cloud – 2:24 (Olly Murs, Mark Taylor, Samuel Preston)
11. I Don't Love You Too – 4:05 (Olly Murs, Claude Kelly, Steve Robson)
12. Anywhere Else – 3:25 (Olly Murs, Alex Smith, Wayne Hector)
13. I Need You Now – 3:27 (Adam Argyle, Martin Brammer, Olly Murs)

Durata totale: 45:10
CD (Syco 88697940942 (Sony) / EAN 0886979409422)

## Classifiche
| Classifiche (2011-2012)      | Picco posizione |
| ---------------------------- | --------------- |
| Austria (Ö3 Austria)         | 68              |
| Belgio Album Chart (Fiandre) | 146             |
| Germania Album Chart         | 18              |
| Irlanda Album Chart          | 2               |
| Polonia Album Chart          | 68              |
| Scozia Album Chart           | 2               |
| Svezia Album Chart           | 10              |
| Svizzera Album Chart         | 19              |
| Regno Unito Album Chart      | 1               |